# King Tut – Der Fluch des Pharao
King Tut – Der Fluch des Pharao (Originaltitel: The Curse of King Tut’s Tomb) ist ein US-amerikanischer Fantasy-Abenteuerfilm aus dem Jahr 2006. Regie führte Russell Mulcahy, das Drehbuch schrieb David N. Titcher. Der Film wurde von Hallmark Entertainment für die Reihe der Hallmark Channel Original Movies produziert.

## Handlung
Die Handlung spielt am Anfang der 1920er-Jahre. Der Archäologe Danny Freemont findet drei von vier Teilen einer Tafel, von der er überzeugt ist, dass sie einst dem Pharao Tutanchamun gehörte. Die vollständig zusammengesetzte Tafel soll die Herrschaft über die Welt ermöglichen. Freemont arbeitet mit Dr. Azelia Barakat zusammen.
Der von dem vermögenden Nathan Cairns geleitete Geheimbund Hellfire Council (dt. „der hohe geheime Rat“) versucht, die Teile der Tafel zu übernehmen. Der für Cairns arbeitende Archäologe Morgan Sinclair sucht in der Umgebung von Kairo – genauso wie Freemont – nach dem Grab des Pharaos, wo der vierte Teil der Tafel vermutet wird. Der Geheimbund versucht, die Freemont beschäftigende Universität dazu zu bewegen, dem Wissenschaftler zu kündigen.
Währenddessen trifft Freemont einen Mann, der glaubt, er sei vom Geist Tutanchamuns besessen. Der Mann fertigt eine Karte an, die zum Grab führt. Freemont findet den fehlenden Teil der Tafel, der jedoch von Sinclair gestohlen wird. Sinclair versucht mit Hilfe der Tafel, Seth aus der Unterwelt zu befreien, während Freemont Tutanchamun als dessen Gegenspieler befreit. In einer vage höllenartigen Parallelwelt kommt es zum finalen Kampf, den Tutanchamun gewinnt. Während Sinclair von Seth getötet wird, kehren Freemont und Azelia mit Tutanchamuns Hilfe zurück in die Realität, die nach Tutanchamuns Worten nun „so [ist] wie es sein soll“.

## Kritiken
James Plath schrieb auf dvdtown.com, der Film beweise, dass die Kategorie der B-Filme lebendig sei. Dieser Film kopiere das Konzept, die Handlung, die Charaktere und sogar einige Szenen aus den Indiana-Jones-Filmen. Casper Van Dien sei zu jung, um als Ägyptologe glaubwürdig zu wirken. Der Film wirke wie ein Low-Budget-Film, obwohl er keiner sei.
Richard Scheib schrieb auf The SF, Horror and Fantasy Film Review, der Film sei durch Die Mumie und dessen Fortsetzung inspiriert. Er verbinde die Elemente eines Abenteuerfilms mit „ansehnlichen“ Elementen einer Komödie. Die Dialogzeilen stellen einen verzweifelten Versuch der „coolen und witzigen“ („hip and funny“) Wirkung dar. Der Film beinhalte rassistische Botschaften und stelle die von den Indern gespielten Ägypter als Arbeitssklaven beziehungsweise Ignoranten dar.
Die Zeitschrift prisma schrieb, der Regisseur habe bereits mit Talos – Die Mumie bewiesen, er verstünde es, „die alten ägyptischen Legenden geschickt zum Leben zu erwecken“. Bei diesem Film lege er „ein starkes Gewicht auf die Suche, die sowohl Protagonist als auch Antagonist in eine ferne Welt“ führe. Der Wettlauf beider Figuren „gegeneinander und gegen die Zeit“ sei „mitreißend“.

## Hintergründe
Der Film wurde unter anderen in Mumbai und in Jaipur in Indien gedreht. Seine Produktionskosten betrugen schätzungsweise 14 Millionen US-Dollar.